# Coryogalops sordida
Coryogalops sordida es una especie de peces de la familia de los Gobiidae en el orden de los Perciformes.

## Morfología
Los machos pueden llegar a alcanzar los 5,2 cm de longitud total.

## Hábitat
Es un pez de clima tropical y demersal.

## Distribución geográfica
Se encuentran en África: desde Malindi (Kenia) hasta Inhaca (Mozambique ).

## Observaciones
Es inofensivo para los humanos. 